# Fernando Sánchez Marcos

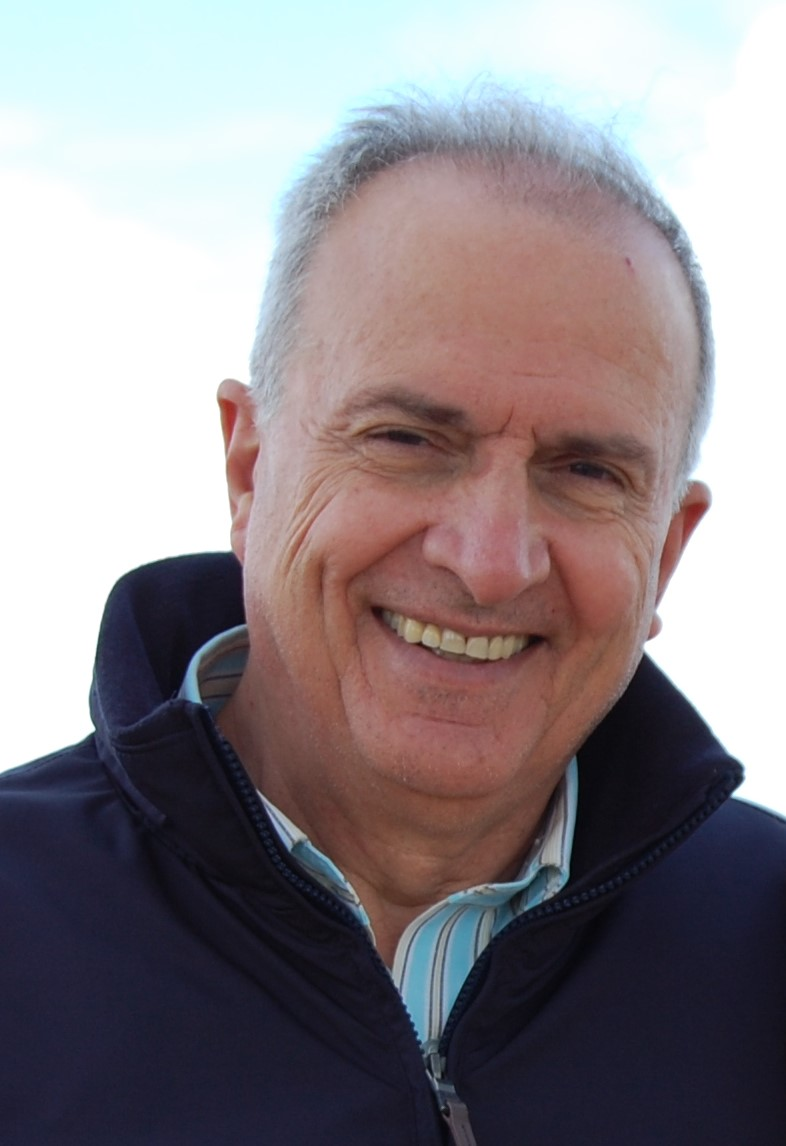
Fernando Sánchez Marcos (2008)

Fernando Sánchez Marcos (* 1943 in Ávila, Spanien; † 4. Juli 2020 in Barcelona) war ein spanischer Historiker, der sich auf Historiographie und Geschichte der historischen Kultur der Neuzeit spezialisiert hatte.

## Biografie
Sánchez Marcos schloss sein Studium in Madrid und Barcelona ab. Er promovierte 1973 in Philosophie und Geschichte an der Universität von Barcelona (UB) mit der Dissertation Katalonien und der Zentralregierung nach dem Guerra dels Segadors (1652–1679) unter der Leitung von Valentín Vázquez de Prada.
Er war seit 1967 Professor an der aufstrebenden Fakultät für Philosophie und Geschichte von Palma de Mallorca (UB). 1977 wechselte er in die Abteilung für Neuere Geschichte der Fakultät für Geographie und Geschichte (UB). Er war emeritierter Professor für Neuere Geschichte an der UB.
Zwischen 2002 und 2013 leitete er zusammen mit Joan Lluís Palos Peñarroya den Master-Studiengang in Geschichte und Kulturkommunikation, in dem Studenten aus mehr als 30 verschiedenen Ländern ausgebildet wurden.
Er war Vizepräsident der spanischen Stiftung für moderne Geschichte. Er war Mitglied der Internationalen Kommission für Theorie und Geschichte der Historiographie (CICH), deren „Büro“ er von 1990 bis 1999 war, sowie des Online-Beirats von FilmHistoria. Es trug zur Förderung der Geburt von Pedralbes bei. Modern History Magazine.
2009 gründete er das zweisprachige Webportal Culturahistorica.org, das in der hispanischen Welt in den Bereichen Geschichtsschreibung, Geschichtstheorie und historische Kultur führend ist, und betrieb es seitdem. Das Portal enthält sowohl informative Inhalte (zum historischen Kino, zum historischen Roman und zu den Bildern, die die Geschichte geprägt haben) als auch Texte von Spitzenwissenschaftlern wie Hayden White, Peter Burke, Carlo Ginzburg, François Dosse, Antony Beevor oder Frank Ankersmit.
Im Jahr 2013 wurde das Buch A kehrt mit der Vergangenheit zurück in Edicions der Universität von Barcelona veröffentlicht. Geschichte, Erinnerung und Leben zu Ehren von Fernando Sánchez Marcos, an dem unter anderem die Historiker Georg G. Iggers, Frank Ankersmit und Jörn Rüsen teilnahmen.

## Veröffentlichungen
- Invitación a la Historia: La historiografía, de Heródoto a Voltaire, a través de sus textos. Barcelona: Labor, 1993. (Tercera edición publicada en Barcelona: Idea Books, 2002).[3]
- Cataluña y el Gobierno Central tras la Guerra de los Segadores (1652-1679): El papel de Don Juan de Austria en las relaciones entre Cataluña  y el Gobierno  central. Barcelona: Publicacions i Edicions de la Universitat de Barcelona, 1983.
- Las huellas del futuro: historiografía y cultura histórica en el siglo XX. Barcelona: Publicacions i Edicions de la Universitat de Barcelona, 2012.[4]